# Intrinsisk
Intrinsisk, adj. indre, væsentlig; som kommer indefra; som er indefravirkende;
en intrinsisk faktor er (fysiologisk) et enzym, der afsondres i maven; intrinsisk værdi er egenværdi, reel værd, værdi i handel og vandel (modsat affektionsværdi).
Begrebet intrinsisk værdi har stor betydning inden for moralfilosofien.
At en handling eller en genstand besidder intrinsisk værdi, vil sige at man ønsker at gøre handlingen eller søge genstanden, ikke for hvad denne handling eller genstand kan give en eller andre eller føre til, men udelukkende for dens egen skyld.
Begrebet er bedst kendt fra utilitarismen, hvor lykke hævdes at være det eneste der besidder intrinsisk værdi. Begreber som kærlighed og retfærdighed har for en utilitarist ingen værdi i sig selv, men kun en værdi i forhold til i hvor høj grad af lykke disse begreber genererer.
Andre moralske teorier har en bredere vifte af ting som de tillægger intrinsisk værdi, og intuitivt vil de fleste nok betragte kærlighed som en af de ting der må siges at besidde værdi i sig selv.
For en utilitarist vil et kærlighedsforhold blot blive betragtet som resultatet af en optimal allokering af lykkemaksimering, og forholdet vil kun skulle bibeholdes indtil tidspunktet x, hvor den største lykke maksimering vil kunne blive fundet andetsteds.
En utilitarist vil altså være i konstant udkig efter bedre tilbud, og vil deri også umuliggøre det som i klassisk forstand bliver betragtet som kærlighed.
Dette er årsagen til at der igennem tiden er blevet udviklet mange alternative pluralistiske teorier der netop tager denne dimension i overvejelse.
| filosofi | Spire Denne filosofiartikel er en spire som bør udbygges. Du er velkommen til at hjælpe Wikipedia ved at udvide den. |